# Perzische Wikipedia
De Perzische Wikipedia (Perzisch: ویکی‌پدیا، دانشنامهٔ آزاد) is een uitgave in de Perzische taal van de online encyclopedie Wikipedia. De Perzische Wikipedia ging in december 2003 van start. In februari 2009 waren er ongeveer 55.000 artikelen en 118.000 geregistreerde gebruikers.